# Wohn- und Wirtschaftsgebäude Aher Weg 20

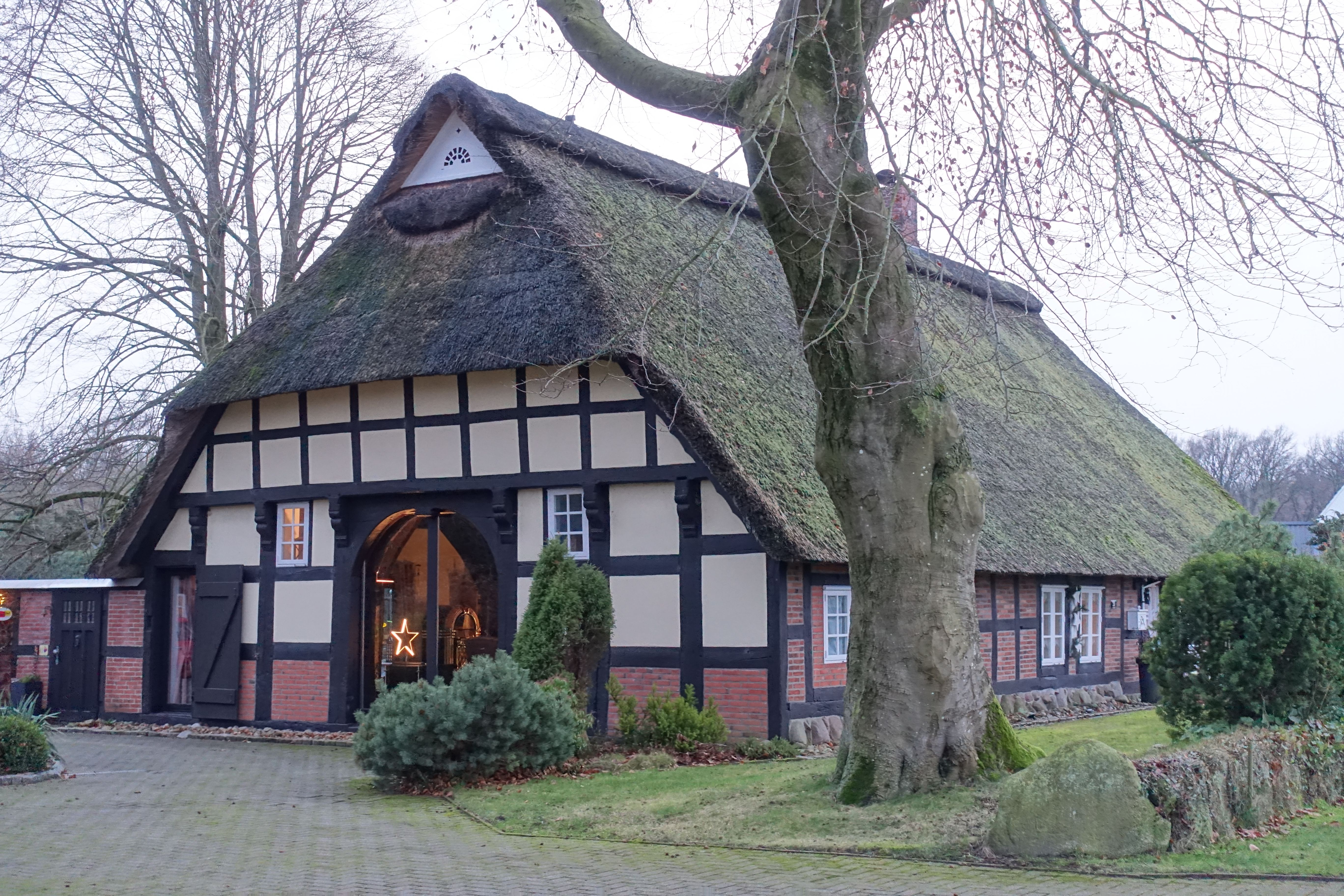
Ost- und Nordfassade (2023)

Das Wohn- und Wirtschaftsgebäude Aher Weg 20 in der niedersächsischen Gemeinde Beverstedt, Ortsteil Wellen, im Landkreis Cuxhaven, stammt vom 17. Jahrhundert. Aktuell (2024) wird es wohl gewerblich (Grafikbüro) und als Wohnhaus genutzt.
Das Gebäude steht unter Denkmalschutz (siehe auch Liste der Baudenkmale in Beverstedt).

## Beschreibung
Das eingeschossige traufständige Wohn- und Wirtschaftsgebäude, ein Zweiständer-Hallenhaus in Fachwerk und Unterrähmkonstruktion mit Stein- und Lehmausfachungen, mit reetgedecktem Krüppelwalmdach und Niedersachsengiebel mit Uhlenloch und der Grooten Door mit Korbbogen, stammt aus der zweiten Hälfte des 17. Jahrhunderts. Es ist eines der älteren Hallenhäuser des Landkreises und wurde saniert und zum Wohnhaus umgebaut.
Das Landesdenkmalamt befand u. a.: „… geschichtlichen und städtebaulichen Gründen wegen des orts-, bau- und kunstgeschichtlichen, gebäudetypischen, straßen- und ortsbildprägenden Zeugniswerts ….“